# Шац, Марк Михайлович
Марк Михайлович Шац (29 января 1944 года г.Молотов - 23 сентября 2024 г. Калининград) — советский и российский учёный-мерзлотовед, ведущий научный сотрудник Института мерзлотоведения Сибирского отделения РАН.

## Академические степени и должности
Ведущий учёный Института мерзлотоведения СО РАН. Кандидат географических наук. Ведущий экскурсовод Музея мерзлотоведения (открыт для посещения с 1995 года).

## Работы
Основные труды
- 1978 — «Геокриологические условия Алтае-Саянской горной страны»
- 1983 — «Мерзлые породы юга Средней Сибири»
- 1987 — «Проблемы мониторинга криолитозоны»
- 1997 — «Дистанционные эколого-геокриологические исследования»[2], монография
- 2002 — «Дистанционный мониторинг геоэкологической обстановки Севера» / М. М. Шац, В. С. Соловьев. — Якутск: Изд-во Ин-та мерзлотоведения СО РАН, 2002. — 63 с.[3]

Публикации в сборниках
- Картографирование криоэкологической среды // Экологическое картографирование Сибири: Сборник / Отв. ред. В. В. Воробьёв. — Новосибирск, 1996. — 279 с., ил. — Библиогр.: С. 265—275.